# Cumella angelae
Cumella angelae är en kräftdjursart som beskrevs av Petrescu och Thomas M. Iliffe 1994. Cumella angelae ingår i släktet Cumella och familjen Nannastacidae. Inga underarter finns listade i Catalogue of Life.